# Mark Herrmann
(en) Statistiques sur pro-football-reference
Mark Donald Herrmann (né le 8 janvier 1959 à Cincinnati dans l'Ohio) est un joueur de football américain qui évoluait au poste de quarterback. Il occupe aujourd'hui un poste dans la NCAA.

## Carrière
Herrmann débute en jouant pour la Carmel High School (en) où il joue également au basketball en 1977.
Il joue ensuite au poste de quarterback pour les Boilermakers de Purdue. Avec eux, il remporte trois bowls en 1978 (Peach Bowl), 1979 (Bluebonnet Bowl) et 1980 (Liberty Bowl), remportant à chaque fois le titre de MVP. En 1980, il est également sélectionné dans l'équipe All-America, choisi comme MVP de la Conférence Big Ten et termine à la quatrième place du trophée Heisman. Dans sa carrière dans la NCAA, il établit un record de 9 946 yards de gain à la passe.
Herrmann est drafté par les Broncos de Denver en 1981 mais ne joue pas lors de sa première saison dans la National Football League. En 1982, il apparaît au cours de deux matchs puis, à la fin de la saison, il fait partie de l'échange historique entre les Broncos et les Colts de Baltimore dans lequel est impliqué John Elway. En 1983 et 1984, il joue peu avec les Colts; en 1985, il est échangé à San Diego où il devient le remplaçant de Dan Fouts pendant trois ans. Herrmann joue ensuite pour les Rams de Los Angeles en 1988 et 1989 avant de terminer sa carrière à nouveau chez les Colts de 1990 à 1992.
Herrmann ne joue que 40 matchs dans la NFL durant sa carrière, réussissant 334 de ses 561 passes tentées pour un total de 4 015 yards.